# Harald Stein (Mediziner)
Harald Stein (* 4. August 1942 in Kiel) ist ein deutscher Pathologe. Schwerpunkt seiner Arbeit ist die Hämatopathologie, d. h. die Pathologie bösartiger Erkrankungen des blutbildenden Systems. Er war 1973/74 gemeinsam mit Karl Lennert maßgeblich an Entwicklung der Kiel-Klassifikation maligner Lymphome und später federführend an Formulierung der Revised European American Lymphoma (REAL)-Klassifikation 1994 beteiligt.

## Leben
Stein schloss sein Studium der Medizin in Kiel und Innsbruck 1968 ab.
1968 nahm er an den Segelregatten der Olympischen Sommerspiele 1968 in der Klasse 5.5m IC in Acapulco teil und belegte einen 4. Platz.
1970 erhielt er nach seiner Zeit als Medizinalassistent die Approbation als Arzt. 1976 habilitierte er sich für Allgemeine und Spezielle Pathologie, 1979 wurde er Facharzt für Pathologie und 1980 außerplanmäßiger Professor an der Universität Kiel. Es folgte ein Forschungsaufenthalt am John Radcliffe Hospital der University of Oxford, bevor Stein 1984 Abteilungsleiter und Geschäftsführender Direktor des Instituts für Pathologie am Klinikum Steglitz der Freien Universität Berlin (ab 2004 der Campus Benjamin Franklin der Charité) wurde. Seine Emeritierung erfolgte 2010.

## Wirken
1972 entdeckte Stein, dass die Retikulosarkome bzw. die histiozytischen Tumoren nicht von Makrophagen abstammen, sondern von B-Zellen ausgehen. Er entdeckte 1983 das Ki-67 („Ki“ steht für Kiel) und 1981 den Zytokinrezeptor CD30, mit dessen Hilfe er das anaplastisch-großzellige Lymphom als neue Tumor-Entität identifizierte.
1989 gründete Stein mit Peter G. Isaacson (London) die International Lymphoma Study Group. Mit dieser Gruppe hat Stein maßgeblich an der Definition der ersten internationalen Konsensus- und biologisch korrekten Lymphomklassifikationen (REAL-Klassifikation und den WHO-Klassifikationen 2001 und 2008) mitgewirkt.
Von 2002 bis 2003 war Stein Vorsitzender der Deutschen Gesellschaft für Pathologie.

## Auszeichnungen (Auswahl)
- 1998: Deutscher Krebspreis (1999 übergeben)[4]
- 2004/2005: Johann-Georg-Zimmermann-Medaille[5]
- 2007: Ehrendoktorat der Universität Siena
- 2008: Deutsche Krebshilfe Preis[6]
- 2009: Mitglied der Leopoldina[7]
- 2016: Ehrenmitglied der Deutschen Gesellschaft für Hämatologie und Medizinische Onkologie[8]

## Schriften (englisch, Auswahl)
- mit U. Schwab, J. Gerdes, H. Lemke, H. Kirchner, M. Schaadt, V. Diehl: Production of a monoclonal antibody specific for Hodgkin and Sternberg-Reed cells of Hodgkin's lymphoma and a subset of normal lymphoid cells. In: Nature. Band 299, 1982, S. 65–67.
- mit J. Gerdes, U. Schwab, H. Lemke: Production of a mouse monoclonal antibody reactive with a human nuclear antigen associated with cell proliferation. In: International Journal of Cancer. Band 31, 1983, S. 13–20.
- mit D. Y. Mason, J. Gerdes, N. O’Connor, J. Wainscoat, G. Pallesen, K. Gatter, B. Falini, G. Delsol, H. Lemke, R. Schwarting, K. Lennert: The expression of the Hodgkin's disease-associated antigen Ki-1 in reactive and neoplastic lymphoid tissue. - Evidence that Reed-Sternberg cells and histiocytic malignancies are derived from activated lymphoid cells. In: Blood. Band 66, 1985, S. 848–858.
- mit R. Schwarting, J. Gerdes, H. Dürkop, B. Falini, St. Pileri: Ber-H2: A new anti-Ki-1 (CD30) monoclonal antibody directed at a formol-resistant Epitope. In: Blood. Band 74, Nr. 5, 1989, S. 1678–1689.
- mit U. Latza, G. Niedobitek, R. Schwarting, H. Nekarda: Ber-EP4: a new monoclonal antibody which distinguishes epithelia from mesothelia. In: Journal of Clinical Pathology. Band 43, 1990, S. 213–219.
- mit T. Marafioti, M. Hummel, I. Anagnostopoulos, H. D. Foss, B. Falini, G. Delsol, P. G. Isaacson, S. Pileri: Origin of nodular lymphocyte-predominant Hodgkin's disease from a clonal expansion of highly mutated germinal-center B cells. In: The New England Journal of Medicine. Band 337, Nr. 7, 1997, S. 453–458.
- mit H. D. Foss, R. Reusch, G. Demel, G. Lenz, I. Anagnostopoulos, M. Hummel: Frequent expression of the B-cell-specific activator protein in Reed-Sternberg cells of classical Hodgkin's disease provides further evidence for its B-cell origin. In: Blood. Band 94, Nr. 9, 1999, S. 3108–3113.
- mit T. Marafioti, M. Hummel, H. D. Foss, H. Laumen, P. Korbjuhn, I. Anagnostopoulos, H. Lammert, G. Demel, J. Theil, T. Wirth: Hodgkin and reed-sternberg cells represent an expansion of a single clone originating from a germinal center B-cell with functional immunoglobulin gene rearrangements but defective immunoglobulin transcription. In: Blood. Band 95, Nr. 4, 2000, S. 1443–1450.
- mit V. Seitz, M. Hummel, T. Marafioti, I. Anagnostopoulos, C. Assaf: Detection of clonal T-cell receptor gamma-chain gene rearrangements in Reed-Sternberg cells of classic Hodgkin disease. In: Blood. Band 95, 2000, S. 3020–3024.
- mit J. Theil, H. Laumen, T. Marafioti, M. Hummel, G. Lenz, T. Wirth: Defective octamer-dependent transcription is responsible for silenced immunoglobulin transcription in Reed-Sternberg cells. In: Blood. Band 97, Nr. 10, 2001, S. 3191–3196.
- mit T. Marafioti, H. D. Foss, H. Laumen, M. Hummel, I. Anagnostopoulos, T. Wirth, G. Demel, B. Falini: Down-regulation of BOB.1/OBF.1 and Oct2 in classical Hodgkin disease but not in lymphocyte predominant Hodgkin disease correlates with immunoglobulin transcription. In: Blood. Band 97, Nr. 2, 2001, S. 496–501.
- mit M. Hummel, S. Bentink, H. Berger, W. Klapper, S. Wessendorf, T. F. Barth, H. W. Bernd, S. B. Cogliatti, J. Dierlamm, A. C. Feller, M. L. Hansmann, E. Haralambieva, L. Harder, D. Hasenclever, M. Kühn, D. Lenze, P. Lichter, J. I. Martin-Subero, P. Möller, H. K. Müller-Hermelink, G. Ott, R. M. Parwaresch, C. Pott, A. Rosenwald, M. Rosolowski, C. Schwaenen, B. Stürzenhofecker, M. Szczepanowski, H. Trautmann, H. H. Wacker, R. Spang, M. Loeffler, L. Trümper, R. Siebert: Molecular Mechanisms in Malignant Lymphomas Network Project of the Deutsche Krebshilfe: A biologic definition of Burkitt's lymphoma from transcriptional and genomic profiling. In: The New England Journal of Medicine. Band 354, Nr. 23, 2006, S. 2419–2430.
- mit E. S. Jaffe, N. L. Harris, P. G. Isaacson: Classification of lymphoid neoplasms: the microscope as a tool for disease discovery. In: Blood. Band 112, 2008, S. 4384–4399.
- mit S. H. Swerdlow, E. Campo, N. L. Harris, E. S. Jaffe, S. A. Pileri, J. Thiele, J. W. Vardiman: WHO Classification of Tumours of Haematopoietic and Lymphoid Tissues. 2008, ISBN 978-92-832-2431-0.
- mit R. Bob, H. Dürkop, C. Erck, D. Kämpfe, H.-M. Kvasnicka, H. Martens, A. Roth, A. Streubel: A new monoclonal antibody (CAL2) detects CALRETICULIN mutations in formalin-fixed and paraffin-embedded bone marrow biopsies. In: Leukemia. Band 30, 2016, S. 131–135, ISSN 0887-6924. PMID 26202929.